# Alcyonidium epispiculum
Alcyonidium epispiculum is een mosdiertjessoort uit de familie van de Alcyonidiidae. De wetenschappelijke naam van de soort is voor het eerst geldig gepubliceerd in 2004 door Porter & Hayward.